# Terebripora
Terebripora is een mosdiertjesgeslacht uit de familie van de Terebriporidae en de orde Ctenostomatida. De wetenschappelijke naam ervan is in 1847 voor het eerst geldig gepubliceerd door Alcide d'Orbigny.

## Soorten
- Terebripora antillarum Fischer, 1866
- Terebripora eltaninae Soule & Soule, 1968
- Terebripora falunica Fischer, 1866
- Terebripora fischeri Jullien, 1880
- Terebripora miniatura Pohowsky, 1978
- Terebripora parasitica Winston & Hayward, 1994
- Terebripora ramosa d'Orbigny, 1842
- Terebripora varians Soule & Soule, 1969

- Terebripora pusilla Fischer, 1866 (taxon inquirendum)
- Terebripora reticulum Fischer, 1866 (taxon inquirendum)

Niet geaccepteerde soorten:
- Terebripora comma Soule, 1950 → Spathipora comma (Soule, 1950)
- Terebripora orbignyana Fischer, 1866 → Immergentia orbignyana (Fischer, 1866)
- Terebripora vetusta Oehlert, 1888 → Casteropora vetusta (Oehlert, 1888)  †